# Gustave Sorgho
Pour les articles homonymes, voir Sorgho (homonymie).
 (mars 2024).
La mise en forme du texte ne suit pas les recommandations de Wikipédia : il faut le « wikifier ».
Les points d'amélioration suivants sont les cas les plus fréquents :
- Les titres sont pré-formatés par le logiciel. Ils ne sont ni en capitales, ni en gras.
- Le texte ne doit pas être écrit en capitales (les noms de famille non plus), ni en gras, ni en italique, ni en « petit »…
- Le gras n'est utilisé que pour surligner le titre de l'article dans l'introduction, une seule fois.
- L'italique est rarement utilisé : mots en langue étrangère, titres d'œuvres, noms de bateaux, etc.
- Les citations ne sont pas en italique mais en corps de texte normal. Elles sont entourées par des guillemets français : « et ».
- Les listes à puces sont à éviter, des paragraphes rédigés étant largement préférés. Les tableaux sont à réserver à la présentation de données structurées (résultats, etc.).
- Les appels de note de bas de page (petits chiffres en exposant, introduits par l'outil «  Source ») sont à placer entre la fin de phrase et le point final[comme ça].
- Les liens internes (vers d'autres articles de Wikipédia) sont à choisir avec parcimonie. Créez des liens vers des articles approfondissant le sujet. Les termes génériques sans rapport avec le sujet sont à éviter, ainsi que les répétitions de liens vers un même terme.
- Les liens externes sont à placer uniquement dans une section « Liens externes », à la fin de l'article. Ces liens sont à choisir avec parcimonie suivant les règles définies. Si un lien sert de source à l'article, son insertion dans le texte est à faire par les notes de bas de page.
- La présentation des références doit suivre les conventions bibliographiques. Il est recommandé d'utiliser les modèles {{Ouvrage}}, {{Chapitre}}, {{Article}}, {{Lien web}} et/ou {{Bibliographie}}. Le mode d'édition visuel peut mettre en forme automatiquement les références.
- Insérer une infobox (cadre d'informations à droite) n'est pas obligatoire pour parachever la mise en page.

Pour une aide détaillée, merci de consulter Aide:Wikification.
Si vous pensez que ces points ont été résolus, vous pouvez retirer ce bandeau et améliorer la mise en forme d'un autre article.
Gustave Sorgho, est un acteur comédien burkinabè né le 25 mars 1953.

## Biographie

### Etudes et enfance
Issu d'une famille où le père est fonctionnaire, Gustave Sorgho commence son parcours scolaire à l'âge de 4 ans à Houndé au Burkina Faso. Avec les responsabilités professionnelles de son père, il s'est fréquemment déplacé et voyageait à travers les villes telles que Bobo Dioulasso, Gaoua et Nouna. Il obtient son certificat d'étude primaire a Ouagadougou, avant de décrocher son brevet d’étude du premier cycle (BEPC) à Tenkodogo. Sa soif de connaissance l'a ensuite conduit au cours normal d'où, a l'âge de 19 ans il devient jeune Instituteur.

## Carrière
Avant d'arriver au cinéma, Gustave Sorgho à fait carrière dans l'enseignement et dans la banque. Il apprend le métier d'acteur en côtoyant de grands réalisateurs comme Henri Duprac, Timité Bossori ,Gaston Kaboré, Idrissa Ouédraogo, Cheick Omar Cissoco, Abderhamane Sissako et bien d'autres réalisateurs de renoms. Il  fait ses premiers pas dans le monde du théâtre à travers les prestations radiophoniques avant de monter sur scène. Il a eu l'opportunité de travailler avec  Sotigui Kouyaté dans les années 1980 et a joué son premier rôle dans le film " le courage des autres", réalisé par Christian Richard.

## Filmographie
- Le Testament, d'Apolline Traoré[3]
- Le Courage des autres, de Christian Richard
- Camp de Thiaroye, d'Ousmane Sembène
- L'Anniversaire, de Idrissa Ouedraogo[3]
- Naabiga,le Prince, de Zalissa Babaud-Zoungrana[3]
- Mamy Wata, de Moustapha Diop
- La Nuit africaine, de Gérard Guillaume
- Wendemi, l'enfant du bon Dieu, de Pierre Yaméogo
- Si longue que soit la nuit, de Guy Désiré Yaméogo
- L'Or des Younga, de Boubakar Diallo
- Warassa de Aaron Padacké Zegoubé

## Vie privée
Il est divorcé et père de trois enfants.